# إدغار ألان غوزمان
إدغار ألان غوزمان هو عارض وممثل فلبيني، ولد في 20 نوفمبر 1989 في مانيلا في الفلبين.

## وصلات خارجية
- إدغار ألان غوزمان على موقع IMDb (الإنجليزية)
- إدغار ألان غوزمان على موقع ميوزك برينز (الإنجليزية)
- إدغار ألان غوزمان على موقع قاعدة بيانات الفيلم (الإنجليزية)